# Pharaxonotha kirschii
Pharaxonotha kirschii es un especie de coleóptero erotílido oriunda de México y América Central. Es la especie tipo del género Pharaxonotha. Como plaga de alimentos almacenados ha alcanzado una distribución mucho más amplia que incluye Norteamérica, Sudamérica y Europa (Pakaluk, 1988).

## Historia natural
Puede aparecer en productos almacenados como cápsulas de algodón, cereales molidos, tubérculos, maíz, trigo y frijoles, especialmente si están enmohecidos. Larvas y adultos pueden criarse en harina. (Chittenden, 1911; Hinton, 1945; Sen Gupta & Crowson, 1971; Pakaluk, 1988) 

## Caracteres diferenciales
Longitud corporal de 4 a 4,7 mm. Ojos relativamente pequeños, no ensanchados ventralmente. La cutícula entre punturas en la frente y el pronoto es lisa y brillante.

## Caracteres notables
Ancho cerca de 1,4 a 1,9 mm, su ancho mayor en el tercio posterior. Coloración castaño rojiza a castaño oscura. Ojos pilosos. Labro y clípeo puntados, en este último las punturas son más gruesas y densas. Mentón con bolsillos bien desarrollados en los márgenes laterales. En la frente las punturas son más finas y espaciadas que en el clípeo. Pronoto transverso con punturas similares a la frente, pero más finas en los márgenes. Élitros alrededor de 2,75 veces el largo del pronoto,  los intervalos entre las estrías tienen punturas finas difícilmente visibles. Punturas medias del metasterno más finas y espaciadas que las del prosterno, las marginales en cambio son similares. Protibia estrecha. Tarsos casi cilíndricos. (Sen Gupta & Crowson, 1971; Pakaluk, 1988, Crowson, 1991; Leschen, 2003).